# Jézus Krisztus szupersztár (musical)
A Jézus Krisztus szupersztár (Jesus Christ Superstar) című, a Bibliára alapuló rockopera 1970-ben készült, zenéjét  Andrew Lloyd Webber, szövegét Tim Rice írta.

## Szereplők
- Jézus – baritenor (falzett)
- Iskarioti Júdás – tenor
- Mária Magdolna – mezzoszoprán
- Poncius Pilátus –  baritenor
- Kajafás – basszus
- Heródes – bariton
- Annás – kontratenor
- Péter apostol – bariton
- Simon apostol – tenor

## Zeneszámlista

### Első felvonás
- "Overture" – zenekar
- "Heaven on Their Minds" – Júdás
- "What's the Buzz/Strange Thing, Mystifying" – Jézus, Júdás, Mária és Apostolok
- "Everything's Alright" – Mária, Júdás, Jézus, nők és Apostolok
- "This Jesus Must Die" – Kajafás, Annás és főpapok
- "Hosanna" – Jézus, Kajafás és kórus
- "Simon Zealotes/Poor Jerusalem" – Simon, Jézus és kórus
- "Pilate's Dream" – Pilatus
- "The Temple" – Jézus és kórus
- "Everything's Alright (Reprise)" – Mária és Jézus
- "I Don't Know How to Love Him" – Mária
- "Damned for All Time/Blood Money" – Júdás, Kajafás, Annás, és kórus

### Második felvonás
- "The Last Supper" – Jézus, Júdás és Apostolok
- "Gethsemane (I Only Want to Say)" – Jézus
- "The Arrest" – Júdás, Jézus, Péter, Apostolok, Kajafás, Annás, és kórus
- "Peter's Denial" – Asszony a tűznél, Péter, katona, öreg férfi és Mária
- "Pilate & Christ" – Pilatus, Jézus, katonák és kórus
- "King Herod's Song" – Heródes
- "Could We Start Again Please?" – Mária, Péter, Apostolok és nők
- "Judas' Death" – Júdás, Kajafás, Annás és kórus
- "Trial Before Pilate" – Pilatus, Kajafás, Jézus és kórus
- "Superstar" – Júdás, Soul Sisters és Angels
- "The Crucifixion" –  Jézus és kórus
- "John Nineteen: Forty-One" – zenekar

## Előadások
- 1971: Broadway
- 1972: Budapest – Jézus Krisztus szupersztár

## Filmek
- 1973: Jézus Krisztus szupersztár –(rendező: Norman Jewison)
- 2000: Jézus Krisztus szupersztár (DVD)  – Glenn Carter (Jézus), Jérôme Pradon (Júdás), Rik Mayall (Heródes), rendezők: Gale Edwards és Nick Morris

## Fordítás
- Ez a szócikk részben vagy egészben  a   Jesus Christ Superstar című angol Wikipédia-szócikk fordításán alapul.  Az eredeti cikk szerkesztőit annak laptörténete sorolja fel. Ez a jelzés csupán a megfogalmazás eredetét és a szerzői jogokat jelzi, nem szolgál a cikkben szereplő információk forrásmegjelöléseként.